# Quadricoma eurycricus
Quadricoma eurycricus är en rundmaskart som först beskrevs av Nikolai Nikolaievich Filipjev 1922.  Quadricoma eurycricus ingår i släktet Quadricoma och familjen Desmoscolecidae. Inga underarter finns listade i Catalogue of Life.